# Mommenheim
Mommenheim é uma comuna francesa na região administrativa de Grande Leste, no departamento Baixo Reno. Estende-se por uma área de 8,14 km². Em 2010 a comuna tinha 2 031 habitantes (densidade: 249,5 hab./km²).